# روبرت دبليو. أبتون
روبرت دبليو. أبتون هو دبلوماسي ومحامي وسياسي أمريكي، ولد في 3 فبراير 1884 في بوسطن في الولايات المتحدة، وتوفي في 28 أبريل 1972 في كونكورد في الولايات المتحدة. نشط حزبياً في الحزب الجمهوري. وقد انتخب عضو مجلس الشيوخ الأمريكي ‏ عن دائرة New Hampshire Class 3 senate seat ‏ وقد انضم خلال فترته النيابية ‏ (14 أغسطس 1953 – 7 نوفمبر 1954) للكتلة البرلمانية الحزب الجمهوري وانتخب عضو مجلس الشيوخ الأمريكي ‏.

## وصلات خارجية
- روبرت دبليو. أبتون على موقع إن إن دي بي (الإنجليزية)